# Переволока (Гомельская область)
Переволока (бел. Перевалока) — агрогородок в Короватичском сельсовете Речицкого района Гомельской области Белоруссии.

## География

### Расположение
В 26 км на юго-запад от Речицы, 14 км от железнодорожной станции Демехи (на линии Гомель — Калинковичи), 85 км от Гомеля.

### Гидрография
На востоке и севере сеть мелиоративных каналов и канава Переволоцкая.

## Транспортная сеть
Транспортные связи по просёлочной, затем автомобильной дороге Хойники — Речица. Планировка состоит из 2 криволинейных, почти параллельных между собой улиц, ориентированных с юго-востока на северо-запад, на юге и севере — небольшие обособленные участки застройки. Жилые дома преимущественно деревянные, усадебного типа.

## История
Обнаруженные археологами городища (в 2 км на восток от деревни, в урочище Щигус и в 2 км на юго-восток от деревни, в урочище Пожары) свидетельствуют о заселении этих мест с давних времён. По письменным источникам известна с XIX века как селение в Малодушской волости Речицкого уезда Минской губернии. В 1858 году собственность казны. В 1879 году обозначена в Малодушском церковном приходе. Согласно переписи 1897 года действовал хлебозапасный магазин.
С 8 декабря 1926 года до 30 декабря 1927 года центр Переволоцкого сельсовета Речицкого района Речицкого с 9 июня 1927 года Гомельского округов. В 1930 году организован колхоз «Оборона страны», работала ветряная мельница. 122 жителя погибли на фронтах Великой Отечественной войны. Согласно переписи 1959 года центр колхоза «Оборона страны». Расположены комбинат бытового обслуживания, средняя школа, Дом культуры, библиотека, фельдшерско-акушерский пункт, магазин, детские ясли-сад, отделение связи.

## Население

### Численность
- 2016 год — 277 хозяйств, 910 жителей.

### Динамика
- 1858 год — 30 дворов, 264 жителя.
- 1897 год — 107 дворов, 713 жителей (согласно переписи).
- 1908 год — 164 двора, 868 жителей.
- 1930 год — в деревне с хуторами 273 двора, 1238 жителей.
- 1959 год — 1250 жителей (согласно переписи).
- 2004 год — 277 хозяйств, 680 жителей.

## Культура
- Дом народного творчества